# Галецький Анатолій Кузьмич
Анатолій Кузьмич Галецький (1923 - 1981) - капітан Радянської Армії, учасник Другої світової війни, Герой Радянського Союзу (1943).

## Біографія
Анатолій Галецький народився 3 липня 1923 року у місті Ніжин (нині — Чернігівській області України) у сім'ї службовця. Закінчив дев'ять класів середньої школи. У травні 1941 року Галецький був призваний на службу в Робітничо-селянську Червону Армію. Із серпня того ж року – на фронтах Німецько-радянської війни. Брав участь у боях на Південно-Західному, Сталінградському, Центральному, Воронезькому фронтах. До жовтня 1943 року гвардії старший лейтенант Анатолій Галецький командував дивізіоном 206-го гвардійського легкого артилерійського полку 3-ї гвардійської легкої артилерійської бригади 1- ї гвардійської артилерійської дивізії прориву. Відзначився під час битви за Дніпро.
На початку жовтня 1943 року Галецький переправився через Дніпро у районі села Медвин Чорнобильського району Київської області Української РСР та коригував вогонь артилерії полку. Завдяки цьому 5 та 6 жовтня було підбито 10 ворожих танків.
Указом Президії Верховної Ради СРСР від 17 жовтня 1943 року за «мужність і героїзм, виявлені при форсуванні Дніпра та утриманні плацдарму на його правому березі» гвардії старший лейтенант Анатолій Галецький удостоєний високого звання  Героя Радянського Союзу за номером 1903.
У 1949 році звільнений у запас. Проживав у Харкові, помер 25 квітня 1981 року.
Був також нагороджений орденами Червоного Прапора, Богдана Хмельницького 3-го ступеня та Вітчизняної війни 1-го ступеня, а також рядом медалей.